# Slavko Beravs
Slavko Beravs, slovenski hokejist, * 19. junij 1946, Jesenice, † 1978.
Beravs je bil dolgoletni član kluba HK Acroni Jesenice. Leta 1968 je skupaj z Rudijem Hitijem, Vladom Jugom in Romanom Smolejem prestopil v HK Olimpija, kar je povzročilo veliko razburjenje na Jesenicah. Ta prestop je sprožil rivalstvo med ljubljanskih in jeseniških klubom, ki še vedno traja. Za jugoslovansko reprezentanco je nastopil na Olimpijskih igrah 1968 v Grenoblu in 1972 v Saporu.
Tudi njegov brat Božidar je bil hokejist.